# Frutuoso de Segóvia
São Frutuoso (Segóvia, Reino Visigótico, ca. 642 – Segóvia, Califado Omíada, 715) foi um eremita hispânico do último período visigótico, irmão mais velho de Santa Engrácia e de São Valentim. 

## Biografia

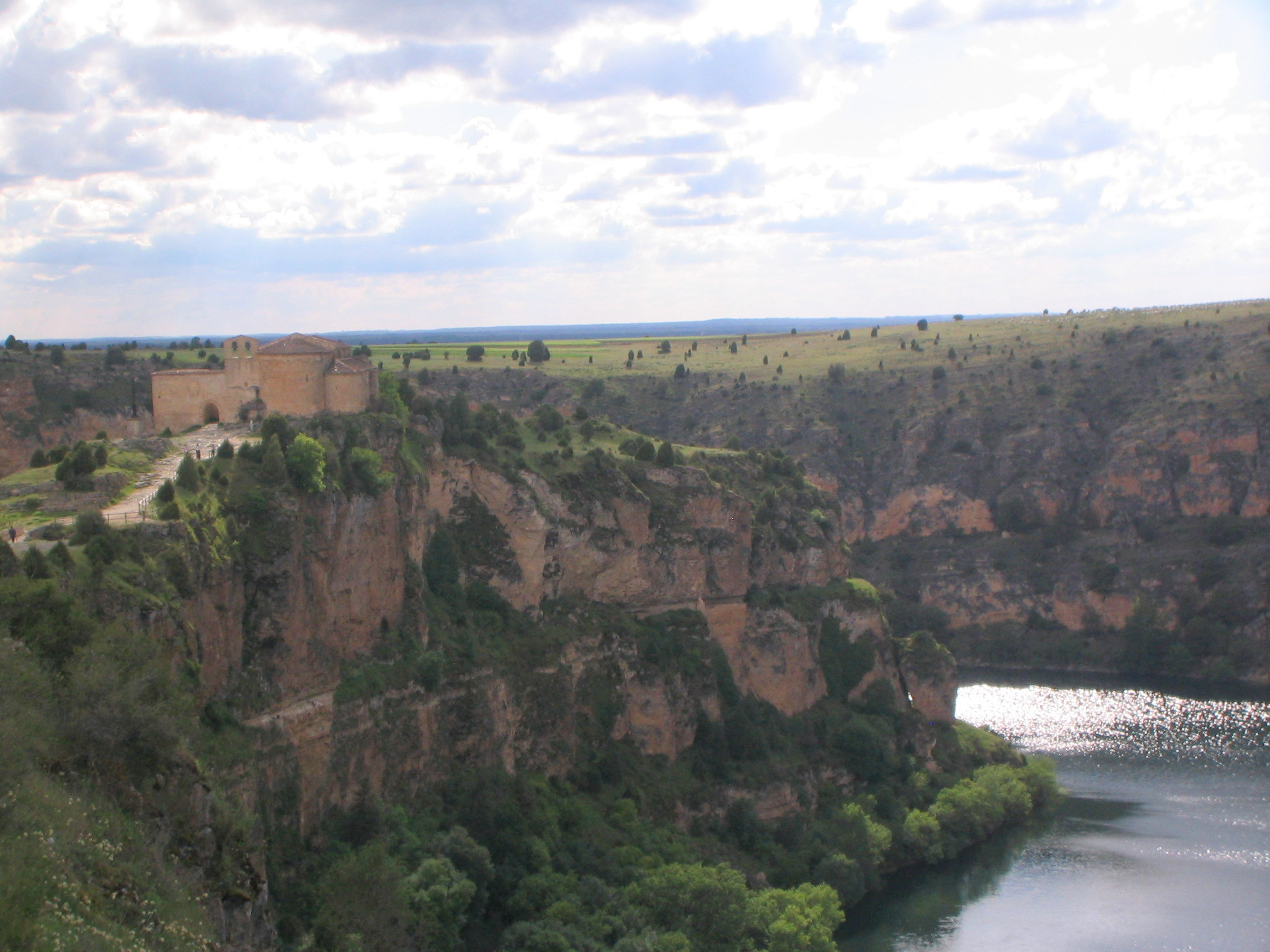
Ermida de São Frutuoso nas Hoces do rio Duratón.

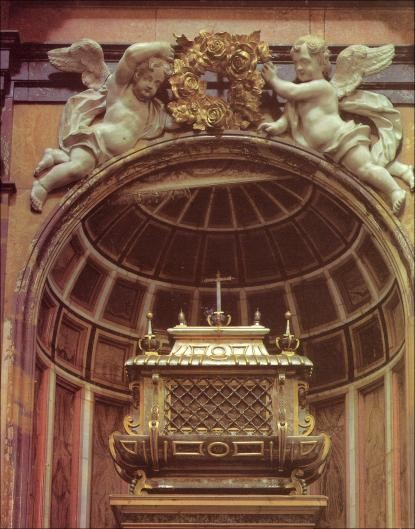
Urna com as relíquias de São Frutuoso e seus irmãos na Catedral de Santa Maria de Segóvia.

A tradição diz-nos que nasceu em Segóvia no ano 642 no seio de uma família nobre visigótica cuja lenda diz serem descendentes de patrícios romanos, com fortes tradições religiosas. Com a morte prematura de seus pais, tomou a decisão de repartir os bens pelos mais necessitados e afastar-se da cidade em busca de isolamento. Os seus irmãos seguiram-lhe o exemplo escolhendo para retiro um lugar inóspito nas margens do rio Duratón chamado Hoces del Duratón, perto de Sepúlveda, em Carrascal del Río. Primeiro ficaram em cavernas e depois em ermidas afastadas entre si, procurando solidão, penitência e oração.  
Faleceu pacíficamente na sua ermida aos 73 anos de idade e foi aí enterrado pelos seus irmãos. Em seguida, estes foram para a aldeia de Caballar, perto de Turégano, onde continuaram a sua vida solitária na ermida de São Zoilo até morrerem decapitados às mãos dos sarracenos no mesmo ano. 
Por volta de 1070, quando estes territórios foram repovoados, os monges beneditinos estabeleceram um mosteiro no local da ermida, o Priorado de São Frutuoso de Duratón, dependente da Abadia de São Domingo de Silos. Os restos mortais de Frutuoso e de seus irmãos foram depois trasladados no século XI para a antiga Catedral de Segóvia, quando o templo ficou terminado e chegaram a estar desaparecidos dentro da mesma. O bispo Juan Árias Dávila (1436-1497) ordenou que fossem procurados tendo em conta a tradição que afirmava estarem em alguma parte do templo. Na nova catedral do século XVI as relíquias acabaram por permanecer na retaguarda da capela. 
Os três irmãos são venerados como santos padroeiros da Diocese de Segóvia, a festividade é no dia 25 de outubro e tem uma procissão que vai até à ermida de Frutuoso. Também é padroeiro do município de Aguilafuente cuja festividade é celebrada no fim de semana mais próximo a 25 de Outubro.

## Milagres atribuídos

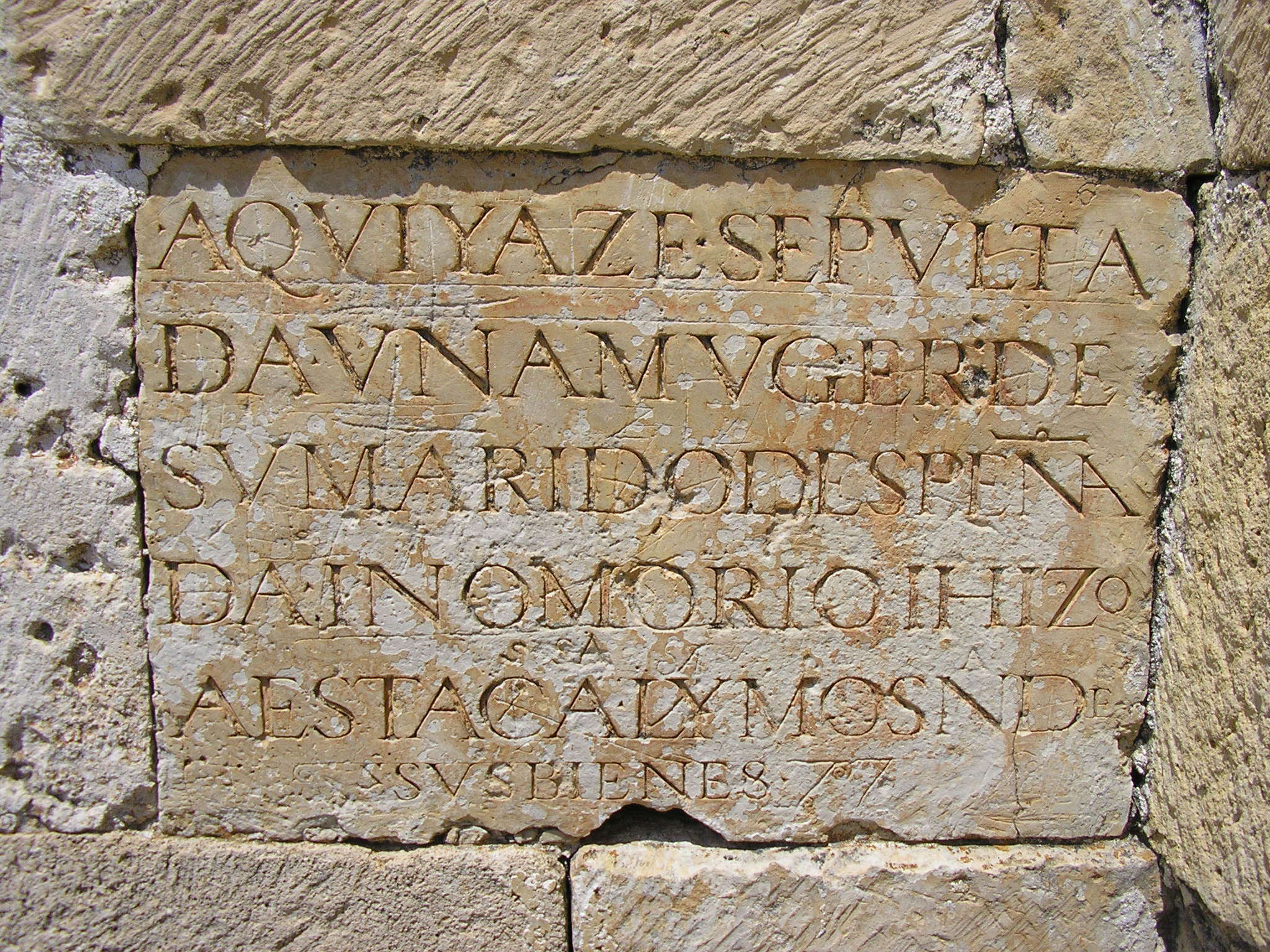
Inscrição que recorda o hipotético milagre atribuído ao Santo no ano de 1225.

São-lhe atribuídos quatro milagres um deles hipoteticamente realizado depois de morto, que a tradição relata da seguinte maneira:
1. Uma das campanhas muçulmanas chegou até Hoces del Duratón e as populações à volta usaram as bordas das rochas para se refugiarem. Quando os sarracenos chegaram ao lugar, e segundo a tradição antes de chegarem, o santo fez uma linha no terreno ordenando-lhes que não passassem de lá: porque ele queria mostrar-lhes por várias razões, a grande cegueira e erro da lei em que viviam. Ao ponto de ter feito uma linha com o seu báculo, a terra abriu-se e criou-se uma fenda na rocha, e tornou-se uma abertura tão grande, que eles não podiam passar para a frente; mostrando a nosso Senhor este milagre, a verdade que o Santo Lhes pregou. Perante esta situação, os mouros, estupefactos ao verem a situação fugiram, deixando Frutuoso e a sua companhia sozinhos. Esta fenda no chão é hoje conhecida como a faca de São Frutuoso.
2. Frutuoso queria construir uma igreja para a Virgem Maria e pediu a um camponês que deixasse o seu gado para trazer as pedras para lá. O agricultor deixou-lhe dois touros quase selvagens, mas Frutuoso aceitou-os e fê-los mansos e domesticados.
3. Já idoso fez o seu último milagre em vida quando um muçulmano que habitava a zona cometeu uma blasfémia ao negar o sacramento da Eucaristia, dizendo que qualquer animal poderia comer a hóstia sagrada se fosse dada juntamente com a cevada. Frutuoso diz que após o pão ser consagrado fica sob proteção de Jesus Cristo pelo que se o animal o visse, iria ajoelhar-se e reverenciá-lo reconhecendo-o por seu Deus e Senhor. Assim, a tradição afirma que fez um burro ajoelhar-se diante de uma hóstia sagrada que se encontrava misturada junto à sua comida. 
4. É-lhe atribuído um último milagre, em 1225, conhecido como La despeñada. A tradição conta que um marido ciumento, desconfiado que a sua esposa lhe era infiel, enganou-a e levou-a à procissão de São Frutuoso apenas para a querer atirar por um dos penhascos em Hoces del Duratón. A senhora, ao implorar pela intercessão do santo, consegue que este lhe impeça a sua caída, salvando-lhe a vida. Após o milagre, e como prova da sua gratidão, doou todos os seus bens ao priorado da ermida de São Frutuoso. Numa parede na porta sul do templo podemos ver a inscrição AQUI YAZE SEPULTA/DA UNA MUGER DE/SU MARIDO DESPEÑA/DA I NO MORIO I HIZO / A ESTA CASA LYMOSNA DE / SUS BIENES...